# 꼬마마법사 레미
《꼬마마법사 레미》(일본어: おジャ魔女どれみ 오자마조도레미[*], 거추장스러운 마녀 도레미)는 일본의 도에이 애니메이션이 제작한 마법소녀 애니메이션 시리즈다. 사토 준이치가 감독하였으며, 저작권상의 원작자는 "도도 이즈미"로 되어있다. 도에이가 마법소녀물을 자체제작한 것은 이 작품으로 15년 만이다. 일본어 제목에 들어있는 단어인 오자마조(おジャ魔女)는 おじゃま"(일본어:  오자마[*])와 "魔女"(일본어:  마조[*], 마녀)의 혼성어이다.
1999년에 TV 프로그램이 일본의 TV 아사히 (도쿄를 포함한 간토 지방), 아사히 방송 (오사카부를 포함한 긴키 지방) 등 ANN 가맹 방송국에서 방송을 시작하여, 만화, 뮤지컬, 비디오 게임등 다양한 매체로 제작되었다. 대한민국에서는 아이코닉스가 판권을 획득하여 2000년부터 2004년까지 MBC에서 방송하였으며, 2005년에 방영된 4기 꼬마마법사 레미 비바체부터는 투니버스에서 한국어판을 제작하여 방송했다.

## 개요
꼬마마법사 레미는 아사히 방송(ABC)에서 제작하고 TV아사히계열 방송국에서 방송된 토에이 애니메이션제작의 오리지널 마법 소녀 애니메이션이다. 1999년 꼬마마법사 레미 (전51화), 2000년에 꼬마마법사 도레미 샵 (전49화), 2001년에 꼬마마법사 레미 포르테 (전50화), 2002년에 꼬마마법사 레미 비바체 (전51화)의 전 4시리즈(전201화)가 방송되었다. 당초는 4쿨 방송 예정(인기가 없으면 2쿨로 하고 끝낼 생각이었다.)였지만, 초등학생의 여자 아이들에게 압도적인 인기를 받았기 때문에 최종적으로는 지상파에서 4년(16쿨)인 장기간 방영이 되어서 이 시기의 대인기 애니메이션이 되었다. 또 2000년과 2001년에 극장판이 제작 되었고 2004년에는 꼬마마법사 레미 포르테의 번외편에 해당하는 꼬마마법사 레미 비밀편(전 13화)이 제작되어 퍼펙트 초이스(현 스카찬)에서 PPV방송되어 후에 지상파에서도 방송되었다.
대한민국에서는 2000년부터 MBC에서 방영되었으면서, 4기인 꼬마마법사 레미 비바체는 투니버스에서 방영되었고, 꼬마마법사 레미 비밀편 또한 투니버스에서 방영되었다.
애니메이션과 병행되어 다카나 시시즈에에 의한 코미컬라이즈도 나카요시에서 연재되어 단행본 꼬마마법사 레미(전 3권)과 꼬마마법사 레미 포르테(1권만 발매)도 간행되었다.
종래의 마녀 애니메이션이나 변신 히로인물과는 달리 마법 히로인 노선보다는 일종의 인간 드라마적인 어린아이 노선을 중심으로 그려지고 있어서 마법은 만능의 해결 수단이라고 하는 것보다도 망설이는 인물을 망설이지 않게하는 정도의 것이 많다. 초기의 삽화에서는 견습 마녀인 주인공들이 기량 부족으로 전혀 도움이 안되는 이야기, 후기에는 마법이 없어도 이야기가 성립되는 이야기, 종반에는 등장조차 하지 않는 이야기까지 만들어져 정조교육적 관점에서 봐도 매우 레벨이 높은 시나리오 연작에 의해서 마법 소녀 애니메이션의 최고 걸작이라고 불리게 되었다.
모든 시리즈는 기본적으로 옴니버스 형식을 띠고 있으나 시리즈 전체로보면 하나하나의 이야기는 스토리에 연결이 되어서 장기 시리즈가 된 적도 있고, 이전의 이야기에서 나온 캐릭터가 그 능력이나 성격을 살린 형태로 후에 재등장 하는 사례가 많다. 또 가공의 이야기이지만, 사계가 당시의 방송 시기와 같을 정도로 타이밍이 비슷하며 이야기 내에 시간 경과의 속도가 현실과 거의 같게 되도록 만들어져 있다. 또 방송 시기의 현실의 사건이 작중에 등장하기도 했다.
1화 단위로 구성,연출상의 특징으로는 제1기 1화와 제5기 12화를 제외한 전 화에 오프닝 테마곡 개시 전에 그 화의 테마를 20~30초 정도로 단 적으로 나타낸다. 예비 시퀀스를 삽입 한다는 것으로 예를 들 수 있다. 내용은 본편 자체의 발췌로부터 이미지 영상 적인 것, 혹은 현혹당하는 것을 화상으로 전개된다. 아반타이틀에서는 그 회의 도입부가 다루어지지만 제1기 2화에서만 전회의 개요가 삽입되었다. 또 CM전후의 아이캣치가 비교적으로 길다는 것도 특징의 하나다.(각 10초 전후) 다음 번 예고 마지막 구절에는 시리즈마다 정해진 대사가 있다.
타이틀 로고나 주인공의 이름에서도 볼 수 있듯이 음악에 관련하는 기호나 용어가 본 작품상에서 빈번히 등장한다.
제3기 이후에서는 영어의 대사가 몇 개 등장했지만 자막이나 일본어 번역은 붙여지지 않았다. 그러나, 대사의 의미에 대해서는 전후의 문맥으로 판단 할 수가 있다.

## 제작 경위와 중심 스탭
이 작품의 친 부모는 전작 꿈의 크레용 왕국의 프로듀서(이하PD)였던 세키 히로미, 극작가 야마다 타카시, 시리즈 디렉터(이하 SD)였던 사토 준이치의 세 명이다.
원작도 아무것도 없었기 때문에 세키PD는 마법이나 마녀에 관한 서적등 요점이 되는 자료들을 닥치는 대로 모았다. 특히 세키PD를 공감 시킨 것이 찰리와 초콜릿 공장의 작가 로알드 달의 마녀를 잡아라이다. 세키PD는 이 서적의 스토리가 아니고, 〈많은 마녀가 인간의 세계에 비집고 들어가 생활하고 있다〉라는 데에 끌려 이미지로 기획했다. 이것이 채용되어 제작이 개시되었으며 시리즈 디렉터에는 이 기획으로부터 참가하고 있는 사토가 담당했다. 〈엉터리마녀(おジャ魔女(단어를 미화어로 만드는お+방해라는 뜻의じゃま+마녀라는 뜻의魔女))〉는 사토의 아이디어이다. 사토 자신도 〈미소녀전사 세일러문〉이나 〈마법이 쓰고PA!〉의 연출로 높은 평가를 받고 있다. 시리즈 구성으로는 각본은 스토리의 기본이 되어, 거기에 거듭해 대상 연령이 유치원으로부터 초등학교 저학년 이기 때문에 얼마나 아이들이 이해할 수 있는지가 중요해진다. 거기서 나온 것이 〈히메짱의 리본〉과〈빨간망토 차차〉로 정평이있던 야마다였다. 이렇게해서〈엉터리마녀 도레미〉라는 작품의 컨셉이 만들어져간다. 클래스 메이트들의 설정이나 시리즈 중의 각 에피소드는 스탭들 자신이 초등 학교때 겪었던 추억을 바탕으로 한 부분이 많다고 한다. 또 제3기에서 나온 등교거부아의 문제는 실제 초등학교에서 의견을 모으거나 해서 만들어졌다.
SD에 관해서는 사토의 요망으로 또 한 사람 더해졌다. 그것이 TV시리즈의 메인SD가 된 이가라시 타쿠야이다. 이가라시는〈미소녀전사 세일러문〉이나〈이상한 마법 판판 파마시〉로 높은 평가를 받고있었다. 캐릭터 디자인에는 마멀레이드 보이나 검풍전기 베르세르크로 호평인 우마코시 요시히코를 기용했으며 최초의 캐릭터 디자인 단계에서는 손발이 제대로 관절이나 근육이 있었지만, 사토의 요망으로〈막대같이〉가 되었다. 이 외에 미술은 전작으로부터 계속 유키 유키에와 유키 신조우가 하지만 색채 설계같은 것은 츠지다 쿠니오가 당담했다. 2004년해에 방송된 외전편은 감수를 엉터리마녀에 대해서 다 알고 있던 이가라시로 하려고 했지만, 친부모인 사토가 맡게 되었다. 제작 담당에 대해서는 제3기 중반까지 카자마 코토쿠가 해왔지만 카자마가 제작 편성에 이동하게 되어서 사카이 카즈오에게 후임을 맡겼다. 제4기 종반에서는 2년 이상의 공백 기간이었던 애니메이션 감독 호소다 마모루가 연출로 참가, 시간을 달리는 소녀등으로 유명한 여배우 하라다 토모요의 성우 참가등이 일부에서 화제가 되었다.
또 이 작품은 음악에 정평이 있다. 본편 중의 삽입 노래나 변신 장면, 매지컬 스테이지 음악도 특징적이고 각 시리즈의 삽입가집 (BGM컬렉션)의 매상도 호조였다. 이것을 모두 작곡한 것이 오쿠 케이이치이다. 불과 몇초에 두근거리는 감이나 외로운 감등 여러 가지 감정이 나와 있다. 또 안 쪽의 초대 BGM이나 삽입노래, 캐릭터 송의 작,편곡을 모두 담당했다.(OP,ED 제외) 이것이 호평으로 세키PD로부터 신뢰받고 있다.
성우의 기용 방법도 꿈의 크레용 왕국과 같이 성우 업계에서 구애받지 않고 기용. 예로서 본업은 여배우(무대 배우도 있다)인 도노와키 쿄코나 위에서도 썼던 하라다 토모요등. 또 꿈의 크레용 왕국의 출연자 대부분이 계속해서 출연하고 있다.
덧붙여 토도 이즈미라는 이름이 사용된 것은 이 작품이 처음이다.

## 메인 스탭
- 메인 프로듀서 - 세키 히로미
- 원작 - 토도 이즈미
- 시리즈구성 - 야마다 타카시
- 음악 - 오쿠 케이이치
- 제작담당 - 風間厚徳('포르테'제30화까지) 사카이 카즈오('포르테'제27화부터) 27화부터 30화까지는 연명.
- 색채설계 - 츠지타 쿠니오
- 미술디자인 - 유키 유키에, 유키 신조
- 캐릭터 컨셉 디자인 - 우마코시 요시히코
- 메인 시리즈 디렉터 - 이가라시 타쿠야
- 애니메이션 제작 - 도에이
- 제작 협력 - 도에이
- 제작 - ABC, ADS, 도에이 애니메이션

## 애니메이션 이외의 미디어

### 라이트 노벨
《오자마녀 도레미16》에서부터 《오자마녀 도레미20s》까지 구성된다.

## 극중극

### 노부코작품
도레미들의 반 친구중 한명인, 요코카와 노부코에 의한 작품.남자 캐릭터가 된 노부코와 아이코가 공동 출연하는 줄거리가 많다.
소년탐정 타테카와 노부오
제1기 6화 등장
소년탐정으로 활약하는 타테카와 노부오, 그 다테카와의 온순한 조수인 충견 도레미가 누군가에게 납치 되었다. 타테카와는 충견 도레미가 감금된 오두막을 찾아내지만, 그 방에는 폭탄이...
달리는 소녀
제2기 10화 등장
아이코는 신학기 첫날에 교문에서 부딪친 것이 계기가 돼 노부오와 알게 되었다. 첫 인상은 최악이었지만, 서서히 서로 끌린다. 그러나 노부오의 가족이나 라이벌 온푸의 방해로 두 사람은 엇갈리고...
카리스마 배달원
노부코가 자신의 경험을 기본으로 쓴 4학년 때의 학예회 대본.
무국적 전사 아이코
제3기 8화 등장
하나의 비밀
제4기 8화 등장
반친구인 마루야마와의 합작 만화.(노부코가 원안, 마루야마가 작화.) 하나가 변신하거나 주문을 주창하는 씬이 등장해 마녀라고 알고 있는 것은 아닌가 도레미들에게 오해를 받는다.

### TV 애니메이션, 영화 등
기동전대 배틀레인저
제1기 제42화, 제4기 제24화에 등장.
같은 토에이 제작의 슈퍼전대 시리즈를 모티브로 한 작품. 온푸가 미이공주 역으로 출연하고 있다. 도레미는 (후에는 하나도) 이것의 대팬이며, 두 개의 에피소드에서 다른 엉터리 마녀들을 끌여들여서 "엉터리마녀 전대 마녀레인저 (4기에서는 마법 전대이다.)"로 변신한다.
제1기 42화의 각본은 담당한 마에카와 쥰은 전문지에 칼럼을 가지고 있을 정도로 특수 촬영르 좋아한다고 알려져 있어서 후에 본가 슈퍼 전대 시리즈와 같은 마법을 소재로 한 마법전대 마지레인저를 메인 라이터로 맡은 일 이 있다.
두 작품 이후 두 사람은 프리큐어의 세계에서도 이 존재가 시사되고 있다.
가자마돈
제1기 38화, 제2기 39화 등에 등장.
고질라 시리즈를 모티브로한 괴수 영화 시리즈. 제3작"가자마돈 에피소드1"에서는 왠지 에도시대가 무대가 된다. 작중에서는 세가와 온푸가 여러 차례 출연하고 있다. 가자마돈의 이름은 제작 담당의 카자마 코토쿠에서.
행복의 다리
제1기 49화 등장
온푸가 히로인 역으로 오디션에 출장한 드라마. 하지만 49화에서 친구가 된 카렌(그 후 카렌은 3기나 4기 배틀 레인저같이 간간히 나왔다.)이 오디션에 합격되었다.
달려라 열혈선생
제3기 11화
엉터리마녀의 세계관에서는 좀 지난 옛날 학원 드라마로, 5학년 때 담임으로 온 니시자와 선생님이 교사를 하게 된 계기를 만들어낸 드라마.

## 뮤지컬
2001년과 2002년에 각각 "포르테"와 "비바체"의 마스크 플레이 뮤지컬이 상연되었다. 이벤트 등에서 행해지는 어트랙션과 같게 이현으로 연기하지만, "음악계"를 무대로 한 오리지널 스토리나 전용 노래가 만들어지는 등 본격적인 뮤지컬이었다. 이것과는 별도로 2003년에도 "샵"과 "포르테"의 스토리를 편집해서 이부 구성한 마스크 플레이 뮤지컬이 극단 비행선에 의해서 상연 되었다. 2004년에는 "프리큐어,나쟈,도레미 슈퍼 히로인 스페셜 쇼"도 인형으로 상연 되었다.

## 게임 등
- 반다이 - 플레이 스테이션용 소프트 4개(저연령용 지육 게임 3개, 파티게임 1개)
- 엉터리마녀 콰~쾅! 무지개빛 파라다이스
- 드라스 - PC용 소프트3개 (직소 퍼즐 2개, 그림 칠하기 1개)
- 아마타 인쇄 가공 - PC용 디지털 데이터집 "꼬마마법사 레미 디지털 팬 박스"와 PC게임 소프트 "엉터리마녀 어드벤쳐 ~ 비밀의 마법", 트레이딩 카드게임이 발매